# Kampirtepa
Kampirtepa (ook geschreven als Kampyr-Tepe) is een stad, gebouwd ten tijde van Alexander de Grote die na 500 jaar bewoond geweest te zijn, verlaten werd.
Kampirtepa ligt in het zuiden van Oezbekistan bij de rivier Amu Darja, door de Grieken Oxos genoemd, en wordt wel "Alexandrië aan de Oxos" genoemd.
De opgraving ligt tegen de grens met Afghanistan in een gemilitariseerde zone. Hierdoor is deze stad die zich kan meten met andere steden die opnieuw gevonden zijn als Persepolis, onbekend bij het publiek. Kampirtepa ligt op de lijn met Bamian. In Kampirtepa zijn er beelden die vergelijkbaar zijn met de beelden die door de fundamentalisten van het Taliban regime vernield zijn.
- Virtual International Authority File: 237484688